# Ángelo Preciado
Ángelo Smit Preciado Quiñónez (Shushufindi, 1998. február 18. –) ecuadori válogatott labdarúgó, a belga Genk középpályása.

## Pályafutása

### Klubcsapatokban
Preciado az ecuadori Shushufindi városában született. Az ifjúsági pályafutását az América de Quito csapatában kezdte, majd az Independiente del Valle akadémiájánál folytatta.
2018-ban mutatkozott be az Independiente del Valle felnőtt keretében. 2021. január 4-én 2½ éves szerződést kötött a belga első osztályban szereplő Genk együttesével. Először a 2021. január 16-ai, Mouscron ellen 2–0-ra elvesztett mérkőzésen lépett pályára.

### A válogatottban
Preciado az U20-as korosztályú válogatottban is képviselte Ecuadort.
2018-ban debütált a felnőtt válogatottban. Először a 2018. október 12-ei, Katar ellen 4–3-ra elvesztett mérkőzés félidejében, Stiven Plazat váltva lépett pályára.

## Statisztikák
2023. május 28. szerint
| Klub     | Szezon   | Osztály        | Bajnokság | Bajnokság | Kupa  | Kupa | Nemzetközi | Nemzetközi | Összesen | Összesen |
| Klub     | Szezon   | Osztály        | Meccs     | Gól       | Meccs | Gól  | Meccs      | Gól        | Meccs    | Gól      |
| -------- | -------- | -------------- | --------- | --------- | ----- | ---- | ---------- | ---------- | -------- | -------- |
| Genk     | 2020–21  | Jupiler League | 10        | 0         | 0     | 0    | —          | —          | 10       | 0        |
| Genk     | 2021–22  | Jupiler League | 23        | 0         | 3     | 0    | 5          | 0          | 31       | 0        |
| Genk     | 2022–23  | Jupiler League | 24        | 0         | 3     | 0    | —          | —          | 27       | 0        |
| Összesen | Összesen | Összesen       | 57        | 0         | 6     | 0    | 5          | 0          | 68       | 0        |

### A válogatottban
| Válogatott | Év       | Pályára lépés | Gól |
| ---------- | -------- | ------------- | --- |
| Ecuador    | 2018     | 2             | 0   |
| Ecuador    | 2019     | 1             | 0   |
| Ecuador    | 2020     | 4             | 0   |
| Ecuador    | 2021     | 10            | 0   |
| Ecuador    | 2022     | 10            | 0   |
| Ecuador    | 2023     | 2             | 0   |
| Összesen   | Összesen | 29            | 0   |

## Sikerei, díjai
Independiente del Valle
- Copa Sudamericana
  - Győztes (1): 2019

- Belga Kupa
  - Győztes (1): 2020–21